# Astronauta Discos
Astronauta Discos é um selo fonográfico brasileiro fundado em 1999 pelo jornalista e produtor musical Leonardo Rivera, no estado do Rio de Janeiro.
Referência como plataforma de lançamento de novos artistas nos segmentos pop, rock, eletrônica e MPB, a Astronauta Discos permitiu que inúmeros artistas novos e independentes pudessem lançar seus primeiros álbuns entre eles Luís Capucho, Autoramas, Saara Saara, Mathilda Kovak, O Divã Intergaláctico, Los Bife, Coyote Valvulado, Ju Martins e Senhor Kalota. Em 2012, o selo fundou uma editora que administrada pela Warner/Chappell Music Brasil, também se afiliando com a Abramus.. Posteriormente o selo e a editora foram para a Associação UBC (www.ubc.org.br)

## História
Leonardo Rivera atuou como jornalista da revista Bizz nos anos 90 e depois foi contratado como funcionário do A&R da PolyGram, onde trabalhou com nomes como Rita Lee e Cássia Eller, e descobriu o Farofa Carioca, revelando o vocalista Seu Jorge. Cogitando fundar o selo desde 1996, foi somente em 1999 que Rivera teve a oportunidade de idealiza-lo, depois de se desligar do departamento artístico da Universal Music (que absorveu a Polygram no mesmo ano), com ela assumindo a distribuição da Astronauta.
Entre os primeiros lançamentos se destacaram o disco de estréia da banda Autoramas (Stress, Depressão & Síndrome Do Pânico), na qual teve as músicas "Fale Mal de Mim" e "Carinha Triste" veiculadas nas rádios do Brasil inteiro e com videoclipes rodando na MTV e o álbum Galaxy (Beto Lee), do trio paulistano de rock Galaxy.. No ano de 2002, o contrato com a Universal encerrou e o selo assinou com a distribuidora independente Tratore para gerenciar o catálogo.
Quando a indústria fonográfica passou pela crise da pirataria de CDs nos anos 2000, o selo teve que se reinventar para não encerrar as atividades da empresa, realizando consultoria para artistas. A Astronauta Discos criou um projeto paralelo ao vivo chamado “Palco Astronauta”, onde trabalhou com diversos artistas. Nos momentos de crise, o selo também alugava estúdios mais baratos porém levando um engenheiro de som de confiança, para manter a qualidade das gravações.
"Cometi vários erros de investimento no começo, de gastar muito, quando podia gastar três vezes menos. Na Polygram tinha departamento de imprensa, de marketing, estava acostumado com uma equipe enorme, e, de repente, me vi sozinho. Perdi muito dinheiro porque não sabia ser empresário, não sabia pagar contador, não sabia nada de nada" diz Leonardo Rivera.
No ano de 2019, o selo volta a ter sua distribuição gerenciada pela Universal Music Brasil. Em 2022, passa a distribuir com a Nikita (www.nikita.com.br). Em 2024, completa 25 anos colaborando com a descoberta, o lançamento e a profissionalização de novos nomes.
Visite o site oficial em www.astronautadiscos.com.br

## Artistas atuais
- Amanda Genecand
- Sudano
- Satoru
- Coyote Valvulado
- Muddora
- Maverick Benedicto[13]